# يوكيكو ديوك
يوكيكو ديوك (بالسويدية: Yukiko Duke)‏ هي صحفية وكاتِبة ومترجمة ومقدمة تلفزيونية سويدية، ولدت في 19 يناير 1966 في ستوكهولم في السويد.

## وصلات خارجية
- الموقع الرسمي